# Technologies convergentes
Le terme technologies convergentes (Converging Technologies en anglais) est utilisé par différents groupes de pensées pour définir des choses différentes.
De nombreuses opportunités de développement d'innovations ont été apportées dans divers domaines grâce aux progrès techniques qui ont permis non seulement d'augmenter considérablement les performances techniques des systèmes électroniques, mais surtout d'intégrer dans un système technique dit « convergent » plusieurs éléments précédemment développés séparément. L'exemple le plus connu et le plus répandu est celui des offres multiples (multiple-play en anglais) des opérateurs de réseaux qui consistent à intégrer en un produit commercial unique délivré par une technologie convergente (une ligne téléphonique avec l'ADSL ou un téléphone mobile de type smartphone) un ensemble de services précédemment délivrés par des offres commerciales différentes et par des systèmes techniques différents et faisant l'objet de droits et d'obligations réglementaires différents.
La fertilisation croisée des technologies convergentes est source d'innovations. C'est en intégrant des fonctions complémentaires issues de technologies différentes et autrefois séparées que de nouveaux types de services sont développés. Par exemple, les services de géolocalisation sont issus de la convergence de plusieurs technologies: la fourniture de coordonnées géographiques précises par des satellites, la connexion à des applications informatiques gérant différents types d'informations relatives à une zone donnée, et l'utilisation d'un smartphone connecté à un opérateur de réseau.

## Définitions
La convergence technologique est souvent définie de manière très générale et simplifiée comme étant un processus par lequel les télécommunications, les technologies de l'information et les médias, secteurs qui fonctionnaient à l'origine largement indépendamment les uns des autres, sont de plus en plus intégrés ensemble.
Le terme technologies convergentes est apparu au début des années 2000 pour désigner la rencontre d’innovations dans les domaines de la microélectronique, de la bioinformatique, des nanotechnologies, des technologies de l'information et des sciences cognitives.
Depuis les années 2010, le terme de « convergences technologiques » ou « convergence des technologies » est employé de façon marginale pour définir le lien de plus en plus fort des technologies de la réalité virtuelle et des usages informatiques grand public. Dans cette seconde définition, on inclut la réalité augmentée, la robotique, la domotique, l'usage des réseaux internet et mobile.
Dans le monde anglo-saxon, le terme technological convergence est également utilisé pour définir la convergence numérique (ou digitale), à savoir le fait d'utiliser un unique canal (les réseaux informatiques) pour diffuser tout type de médias (ce que le journaliste Roger Fidler définit par Médiamorphose) ou un unique appareil (le smartphone par exemple) pour tout type d'usage numérique. C'est le principe de la Black Box définie par d'Henry Jenkins, cofondateur du programme "The education arcade" du MIT.
Jim Thomas définit la notion de technologie convergente de manipulation des unités élémentaires BANG (pour Bits, Atome, Neurones, Genes).

## Enjeux des technologies convergentes
Les technologies convergentes sont des technologies et des systèmes de connaissance génériques qui se renforcent mutuellement dans un objectif commun. On parle vulgairement d'info-, bio- et nanotechnologies.

## Mise en œuvre des technologies convergentes
Les technologies convergentes se développent aux différents niveaux de la production des services et applications par des systèmes qui sont utilisés pour acheminer et traiter des signaux servant aussi bien aux télécommunications qu'aux applications informatiques ou aux transmissions de contenus audiovisuels (radiodiffusion, télédiffusion, streaming, etc.) :
- au niveau des infrastructures : les câbles en fibre optique (terrestres et sous-marins) ;
- au niveau des cœurs de réseaux : avec les réseaux NGN et tout-IP ;
- au niveau des systèmes de raccordement : les raccordements en ADSL ou les raccordements en 3G/4G ;
- au niveau des terminaux : les smartphones ;
- au niveau de la fourniture des services : commercialisation de bouquets de services (triple-play et quadruple-play).